# Cephalopholis
Genre
Cephalopholis est un genre de mérous de la famille des Serranidae.

## Liste des espèces
Selon World Register of Marine Species (6 septembre 2014) :
- Cephalopholis aitha Randall & Heemstra, 1991
- Cephalopholis argus Schneider, 1801 -- Mérou céleste
- Cephalopholis aurantia (Valenciennes, 1828)
- Cephalopholis boenak (Bloch, 1790)
- Cephalopholis cruentata (Lacepède, 1802)
- Cephalopholis cyanostigma (Valenciennes, 1828)
- Cephalopholis formosa (Shaw, 1812)
- Cephalopholis fulva (Linnaeus, 1758)
- Cephalopholis hemistiktos (Rüppell, 1830)
- Cephalopholis igarashiensis Katayama, 1957
- Cephalopholis leopardus (Lacepède, 1801)
- Cephalopholis microprion (Bleeker, 1852)
- Cephalopholis miniata (Forsskål, 1775)
- Cephalopholis nigri (Günther, 1859)
- Cephalopholis nigripinnis (Valenciennes, 1828)
- Cephalopholis oligosticta Randall & Ben-Tuvia, 1983
- Cephalopholis panamensis (Steindachner, 1877)
- Cephalopholis polleni (Bleeker, 1868)
- Cephalopholis polyspila Randall & Satapoomin, 2000
- Cephalopholis sexmaculata (Rüppell, 1830)
- Cephalopholis sonnerati (Valenciennes, 1828)
- Cephalopholis spiloparaea (Valenciennes, 1828)
- Cephalopholis taeniops (Valenciennes, 1828)
- Cephalopholis urodeta (Forster, 1801)

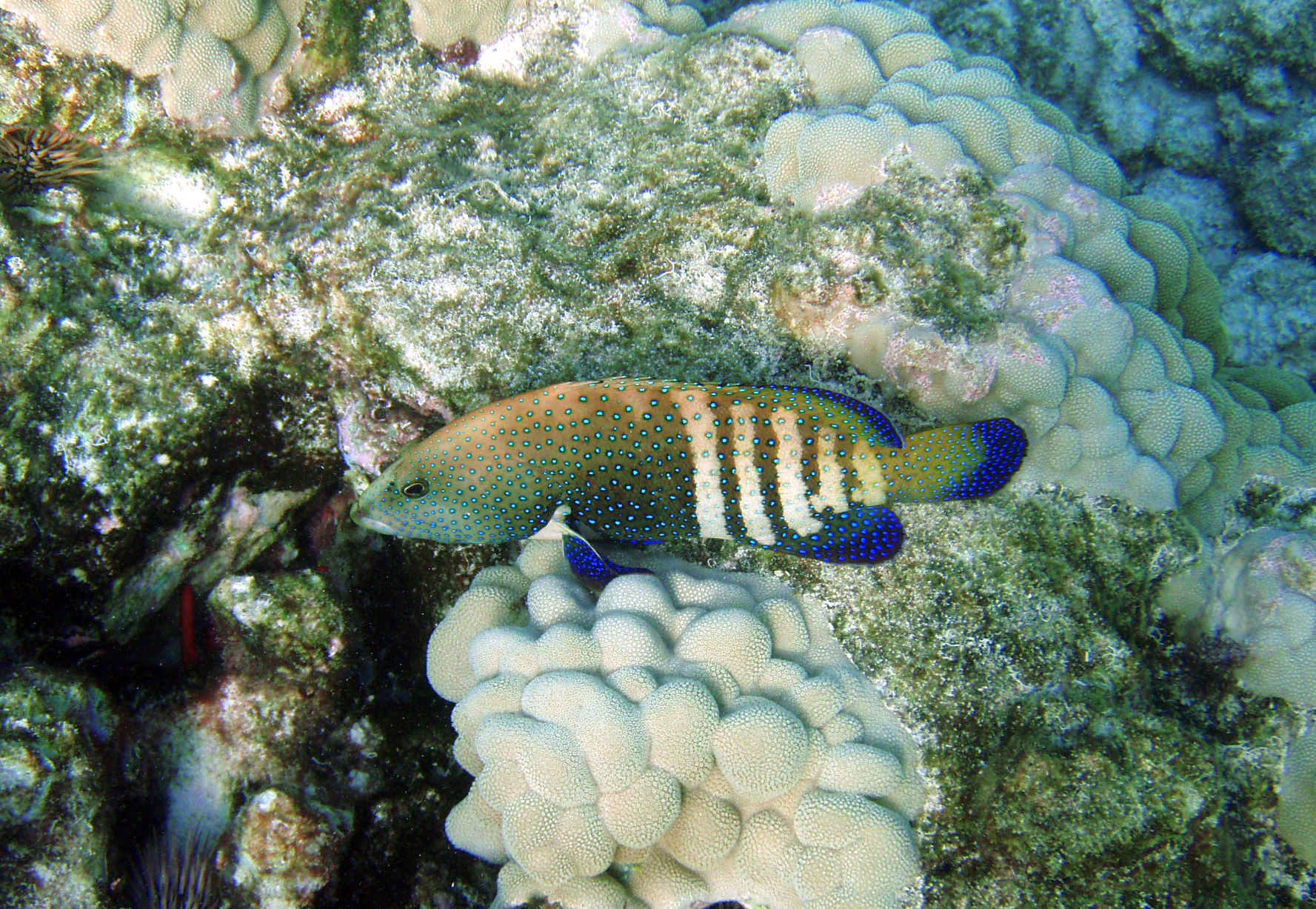
Cephalopholis argus
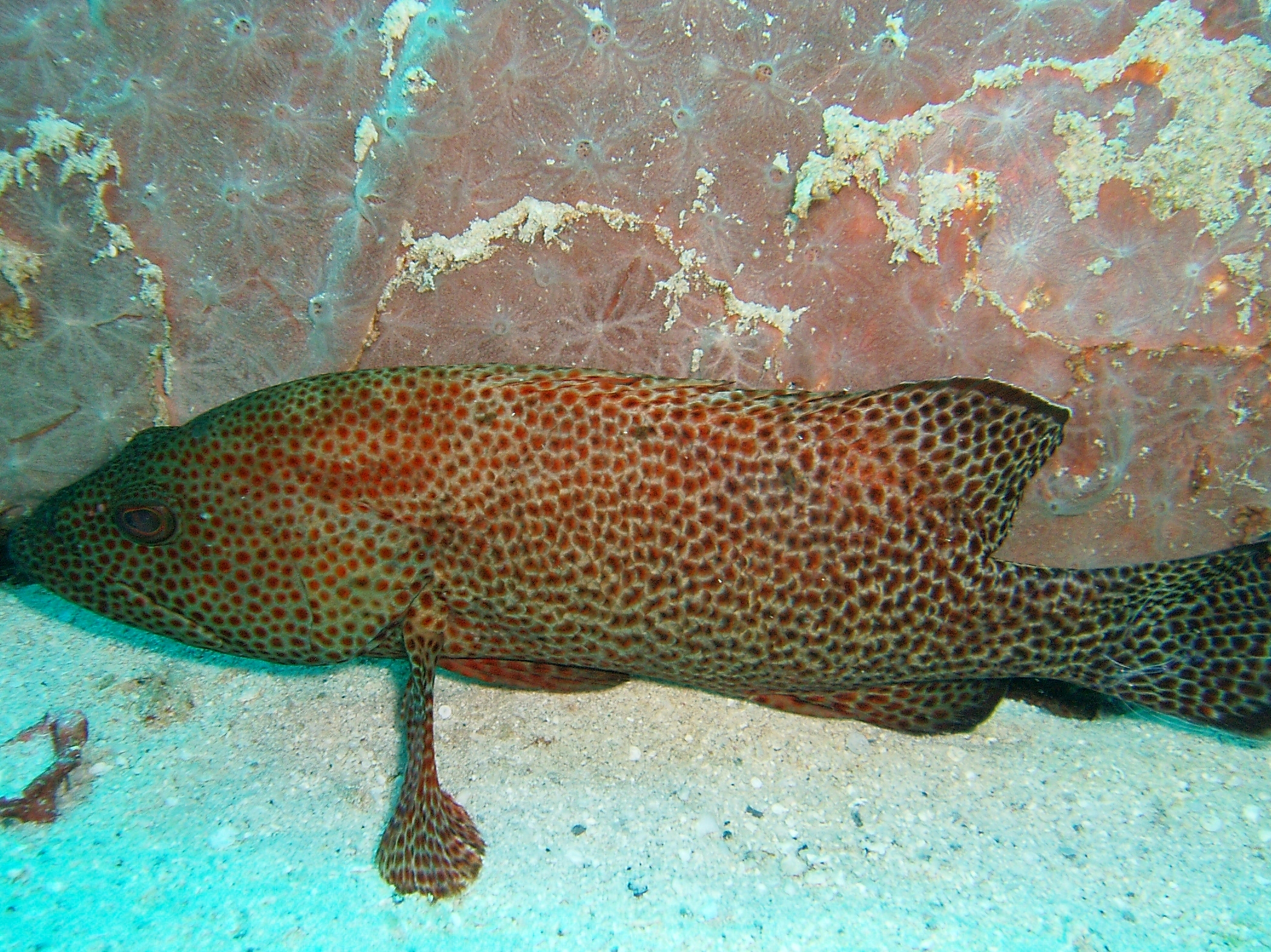
Cephalopholis cruentatus
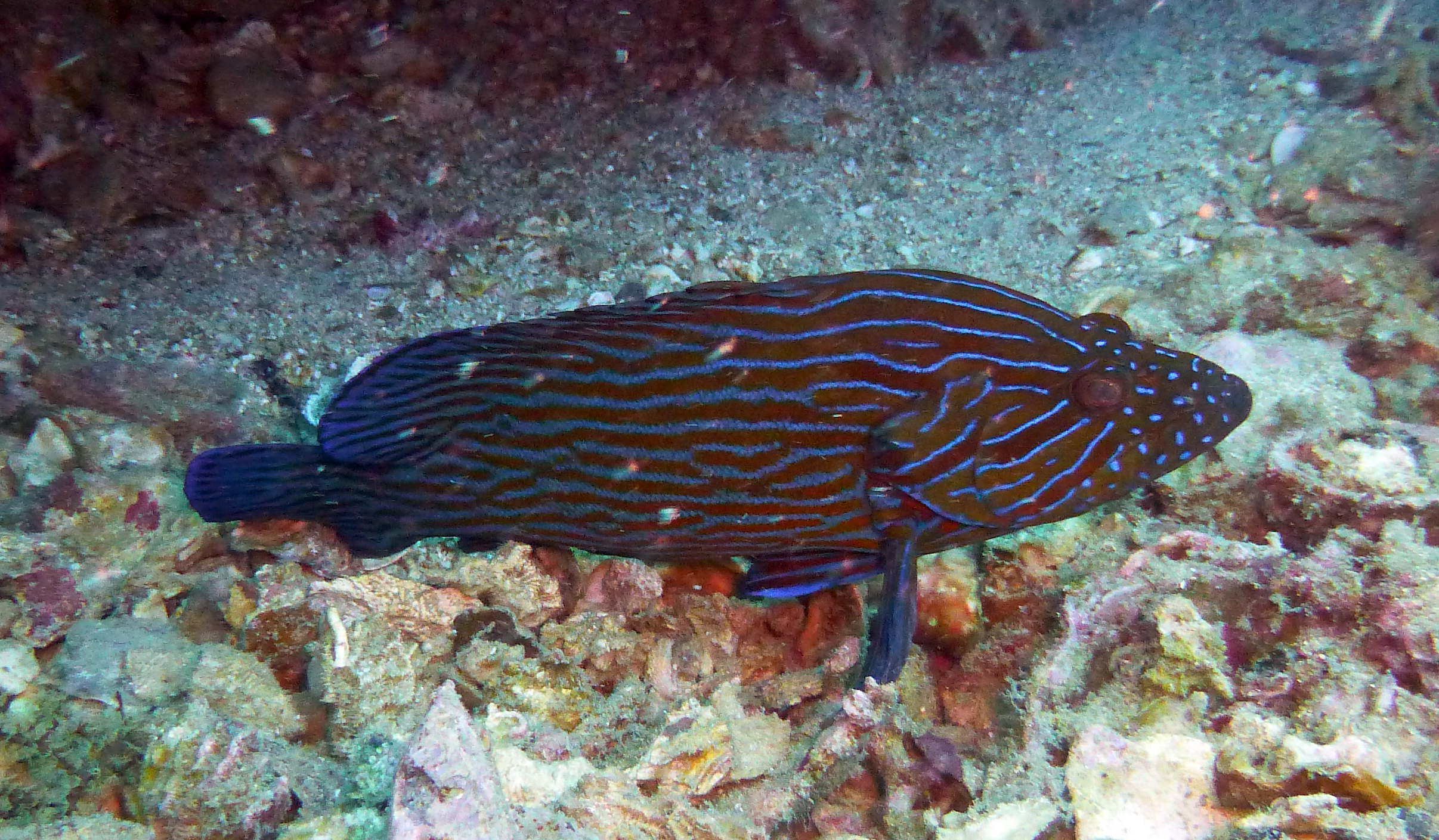
Cephalopholis formosa
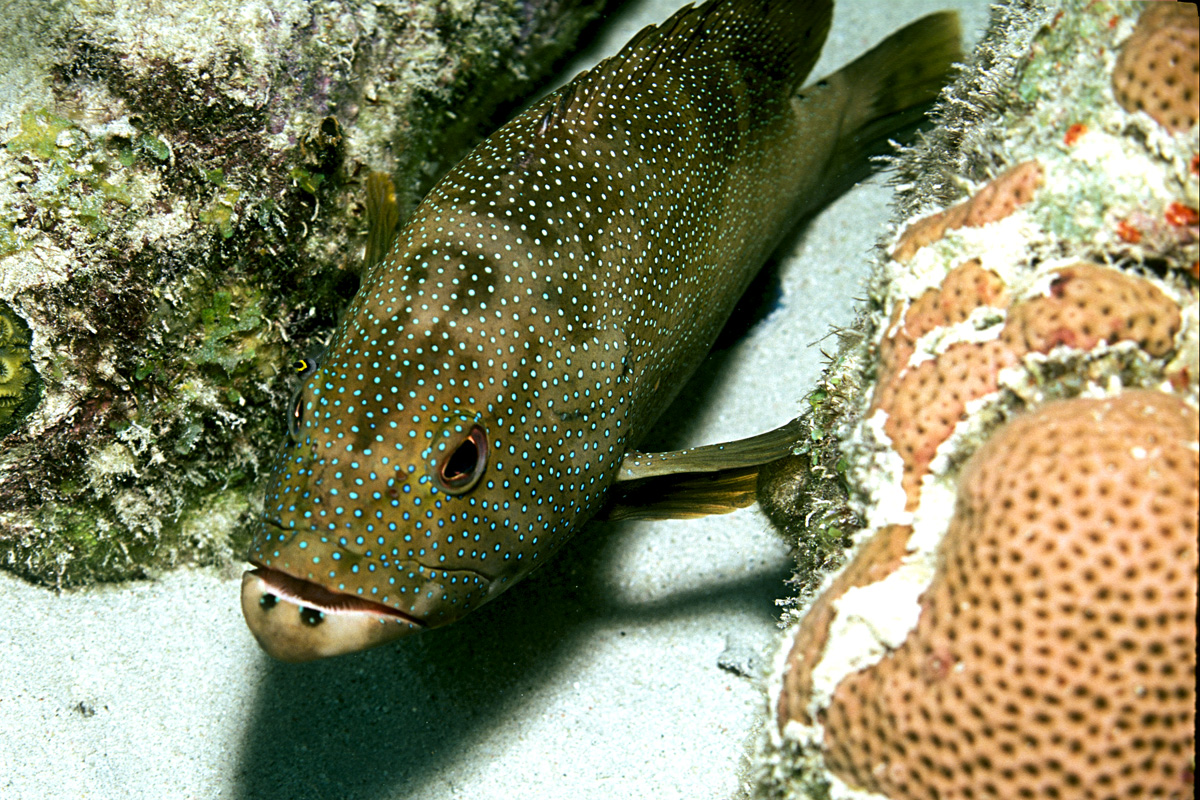
Cephalopholis fulva
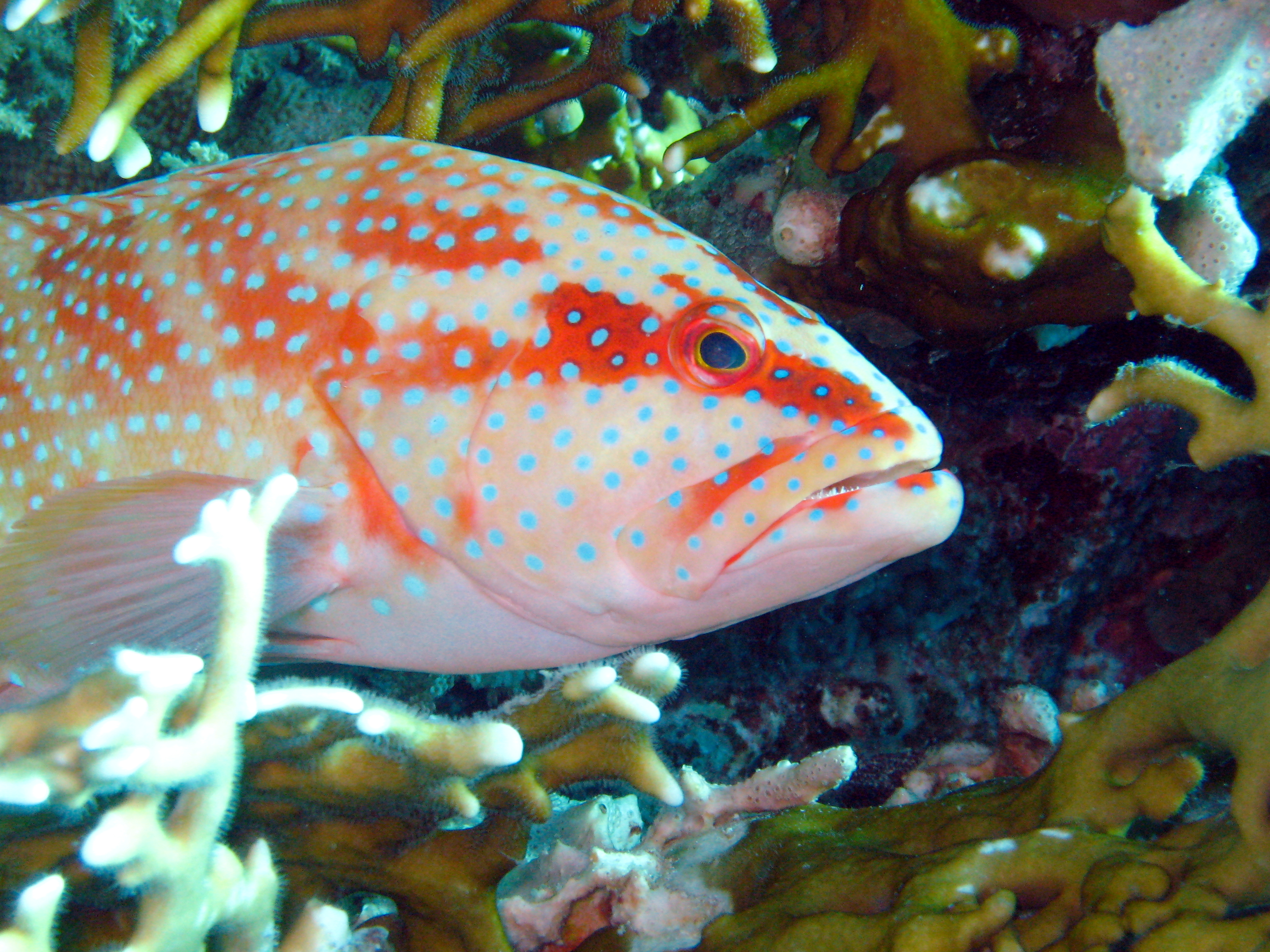
Cephalopholis hemistiktos
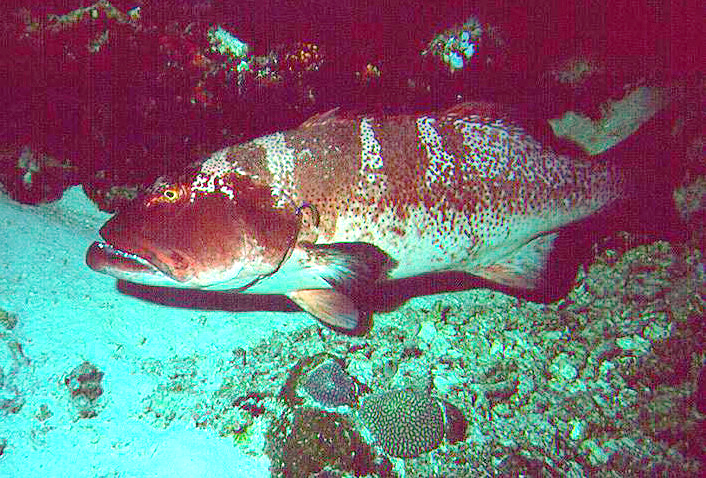
Cephalopholis leopardus
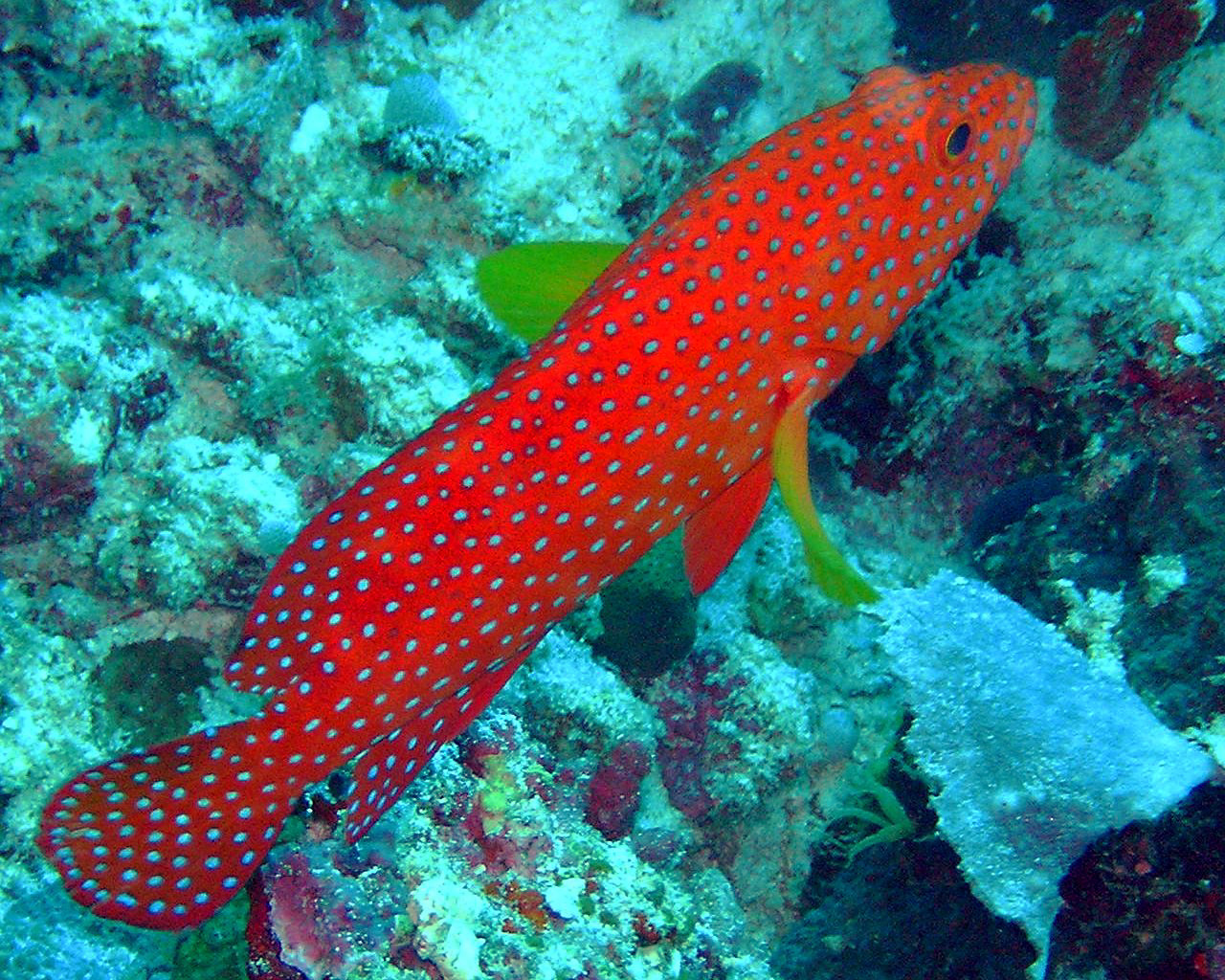
Cephalopholis miniata
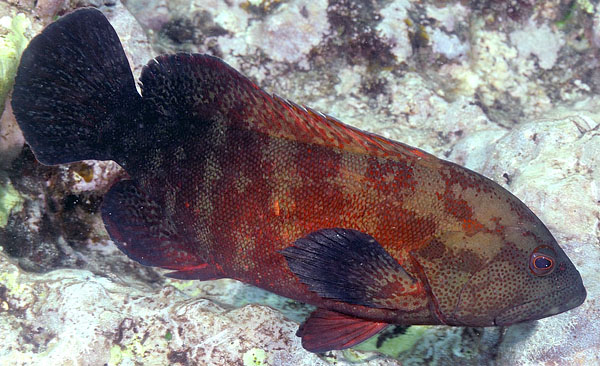
Cephalopholis nigripinnis
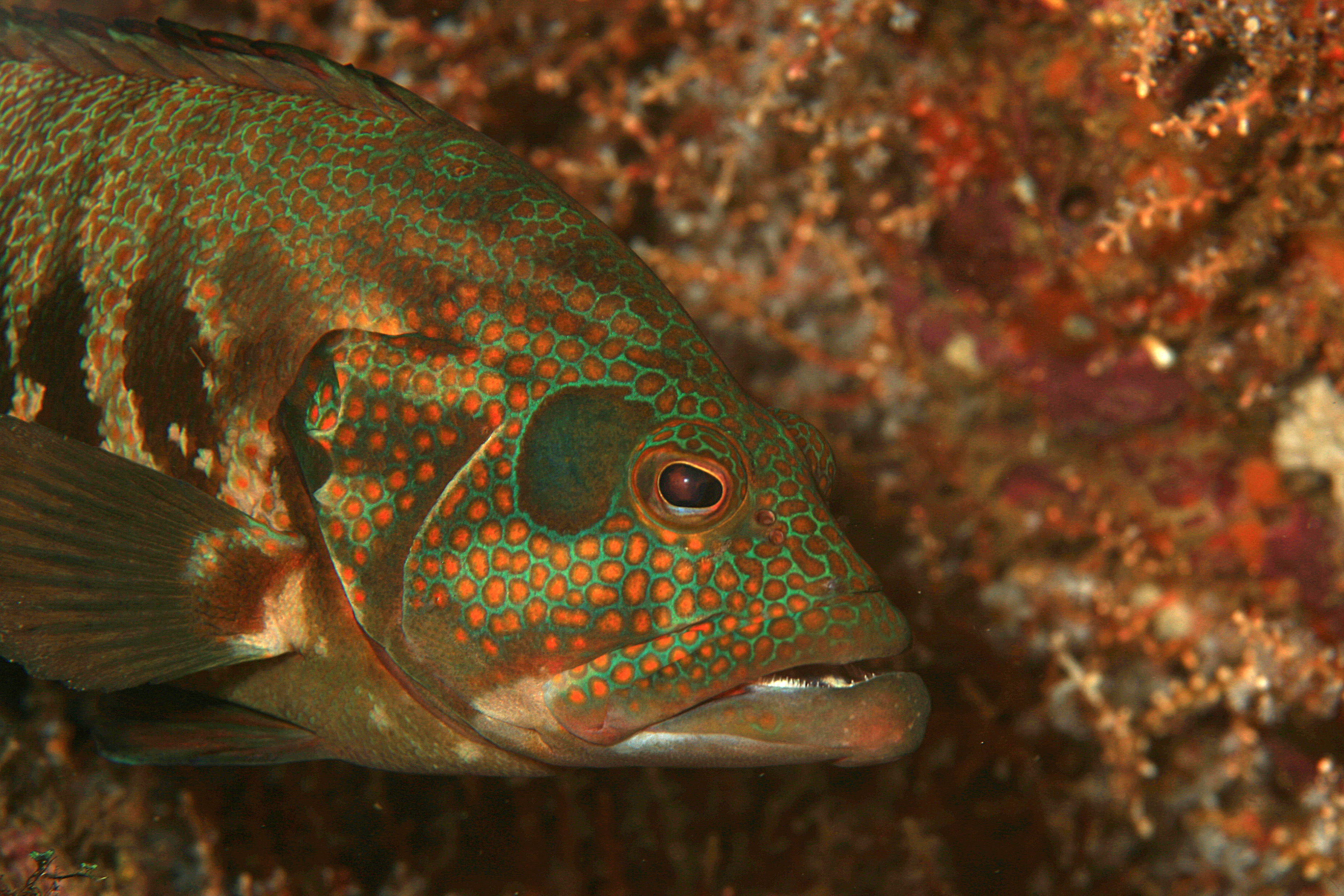
Cephalopholis panamensis
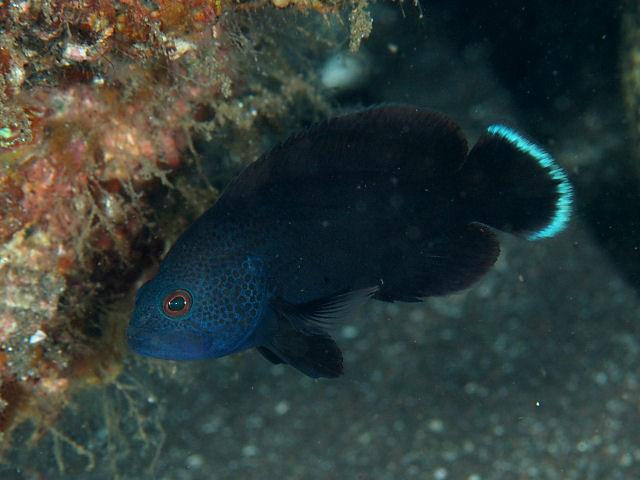
Cephalopholis sonnerati
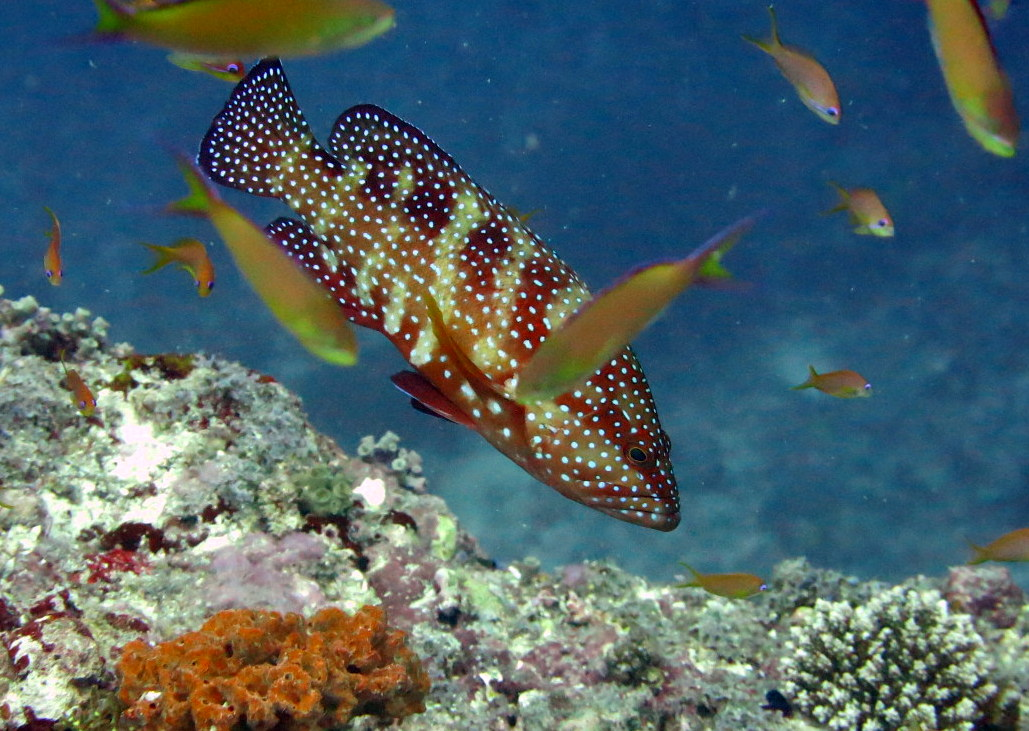
Cephalopholis sexmaculata